# إسماعيل شموط
إسماعيل شموط (1930 - 2006) فنان تشكيلي فلسطيني يعتبر أحد أبرز رواد الفن التشكيلي الفلسطيني، وأحد شخصياته الهامة يراه البعض مؤسس حركة الفن التشكيلي الفلسطيني. كان من مؤسسي قسم الفنون في منظمة التحرير الفلسطينية كما وشغل منصبي الأمين عام لاتحاد الفنانين التشكيليين الفلسطيني والأمين عام لاتحاد الفنانين التشكيليين العرب، حاصل على درع الثورة للفنون والآداب وعلى وسام القدس للثقافة والفنون والآداب وعلى جائزة فلسطين للفنون وجوائز عربية ودولية عديدة.

## حياته
ولد إسماعيل شموط عام 1930 في مدينة اللد لعائلة متوسطة الحال مكونة من عشرة أنفار وكان والده يعمل ببيع الخضار. بدأ بالرسم منذ صغره وكانت رسومه الأولى للطبيعة الجميلة وقد لاقى التشجيع والتوجيه من معلم الفنون في مدرسته داود زلاطيمو - الذي علمه أصول الرسم بأقلام الرصاص والأحبار الصينية والألوان المائية والطباشير - ومزاولة هواية النحت على أحجار الحوّار الكلسي، في الوقت الذي لم تلق مواهبه أي اهتمام من والده لاعتبارات تحريم ديني وقد شارك برسومات في معرض مدرسي ولفتت موهبته الأنظار، قبيل النكبة زاد اهتمامه بمجريات الأحداث في فلسطين ورسم صور المجاهدين والقادة، كان منهم الحاج أمين الحسيني، وبعض القادة العرب. عام 1948 لجأ إسماعيل مع عائلته إلى مخيم للاجئين في خان يونس بقطاع غزة وقد توفي أخوه الصغير توفيق عطشاً أثناء الهجرة مما جعله يرسم لوحة العطش في الخمسينات؛ وقد قال إسماعيل شموط في إحدى المقابلات أن للنكبة كان التأثير الأكبر على مجرى حياته وعلى توجهه الفني.
في المخيم عمل بائعا للحلويات لمدة عام ثم مدرّسا متطوعا في مدارس اللاجئين. عام 1950 أقام معرضا ارتجاليا في مدرسة خانيونس باع خلالها لوحة الأمر الذي شجعه على الالتحاق بكلية الفنون الجميلة في القاهرة وأثناء تعليمه هناك عمل في رسم الإعلانات السينمائية. عام 1953 أقام أول معارضة الفنية في غزة بمشاركة أخيه جميل وكان ذلك أول معرض لفنان فلسطيني على أرض فلسطين. عام 1954 أقام معرضا بالقاهرة بمشاركة زميلته تمام الأكحل والفنان الفلسطيني «نهاد سباسي» ويحمل عنوان «اللاجئ الفلسطيني» وكان المعرض تحت رعاية الرئيس المصري آنذاك جمال عبد الناصر وبحضور القيادة الفلسطينية. بعد المعرض حصل على منحة دراسية مقدمة من الحكومة الإيطالية فانتقل في تلك السنة إلى إيطالية ليدرس في أكاديمية الفنون الجميلة بروما حيث قضى فيها عامان انتقل بعدها للعيش في بيروت حيث أقام مع شقيقه مرسماً للرسم والإعلان التجاري وتصميم أغلف الكتب والرسوم الداخلية التوضيحية فاعتاش من رسم أغلفة الكتب، والصحف والمجلات وذلك بين الأعوام 1957 - 1964  كما أقام معرضاً مُشتركاً عام 1957 مع الفنان توفيق عبد العال وزميلته الفنانة تمام الأكحل. تزوج زميلته الفنانة تمام الأكحل عام 1959.
عام 1965 انضم إلى منظمة التحرير الفلسطينية وأسس قسم الفنون فيها. عام 1969 بادر مع عدد من التشكيليين الفلسطينيين إلى تأسيس أول اتحاد للفنانين التشكيليين الفلسطينيي وانتخب أول أمين له وعام 1971 انتخب أول أمين عام لاتحاد الفنانين التشكيليين العرب. عام 1983 بُعَيد الاجتياح الإسرائيلي للبنان نزح مع عائلته إلى الكويت. بعد اندلاع حرب الخليج الثانية عام 1992 انتقل إلى كولون في ألمانيا عام 1994 استقر في عمّان، الأردن.

## أسلوبه الفني

إلى أين...؟ (1953)

كان إسماعيل فناناً ملتزماً امتاز بأسلوب واقعي تعبيري مع بعض الرمزية وقد قال إسماعيل أنه لم يختر أسلوبه هذا بشكل عقلاني ولكن موضوع القضية الفلسطينية الذي طغى على رسوماته فرض هذا الأسلوب. في إحدى المقابلات قام هو بتقسيم حياته الفنية إلى خمسة مراحل:

### المرحلة الأولى
في الخمسينات: مرحلة تداعيات المأساة، اعتمد فيها الأسلوب الواقعي البسيط، من لوحاتها: «إلى أين؟»، و«سنعود» و«بداية المأساة» و«جرعة ماء» و«ذكريات ونار»... وغيرها.

### المرحلة الثانية
في الستينات: وهي مرحلة انطلاق الفلسطيني من حالة الحزن إلى حالة التحفز، ؛ حيث تألقت الألوان في اللوحة، وأصبح الأسلوب تعبيريًّا رمزيًّا، إضافة إلى واقعيتها. من لوحاتها: «عروسان على الحدود» و«طاقة تنتظر» و«حتى الفجر» و«رقصة النصر»... وغيرها.

### المرحلة الثالثة
في أواسط الستينيات: وهي مرحلة المقاومة الفلسطينية المسلحة، وفي هذه المرحلة تجلت الحركة والتناغم اللوني والخطي. ومن لوحاتها: «مغناة فلسطين» و«اليد الخضراء» و«الحياة المستمرة» و«الربيع»... وغيرها.

### المرحلة الرابعة
في أواسط السبعينيات: وقد تأثر فيها بالاجتياح الإسرائيلي للبنان ومعاناة المخيمات الفلسطينية فعاد ليتناول موضوع الحزن مرة أخرى في لوحاته، لكن مع بعض العنف، باستعمال الألوان الحادة، في مجموعة اللوحات التي أنتجها عام 1976 تحت عنوان «تل الزعتر»، والتي رسمها بالألوان المائية وقد ظهر عنصر جديد في لوحاته هو عفوية التعبير وغياب بعض عناصر الواقعية.

### المرحلة الخامسة
وهي مرحلة غلب عليها الاتجاه الرومانسي.

## مؤلفاته
أرّخ إسماعيل للفن التشكيلي الفلسطيني ونشر عدة كتب في هذا المجال منها:
- الفنان الشاب، بيروت 1957.
- فلسطين صور تأريخ وسياسة، بيروت 1972.
- فن وطني فلسطيني، بيروت 1978.
- فلسطين في المنظور، بيروت 1978.
- الفن التشكيلي في فلسطين، الكويت 1989 ويعتبر أهم كتبه.

## وفاته
توفي في 3 يوليو 2006 في ألمانيا بعد أن خضع لعملية جراحية في القلب.

## روابط
- موقعه الشخصي فيه عن حياته وبعض أعماله.
- مقابلة له شهر قبل وفاته.
- مقابلة أخرى.
- مقالة عن حياته باللغة الإنجليزية.
- خبر وفاته عن جريدة الحياة الجديدة.
- مقالة عنه تأليف أحمد دحبور عن الحياة الجديدة
- أوراق خاصة من حياة الفنان التشكيلي الفلسطيني «إسماعيل شموط»
- ستة أجزاء عن أعماله ملخص عن حياته وألبومات تضم عدة أعمال مهمه.

## الهوامش
1. 1 2  الفن المتبادل.كوم | Ismail Shammout، QID:Q22907130
2. ↑  RKDartists | Ismail Shammout (بالهولندية), QID:Q17299517
3. ↑  Aware (بالفرنسية والإنجليزية واليابانية), QID:Q55691459
4. ↑  Dictionary of Art Historians (بالإنجليزية), QID:Q17166797
5. ↑  هذه النقطة محل خلاف راجع المقالة تأثير إسماعيل شموط كأحد الرواد على الفن الفلسطيني نسخة محفوظة 15 يوليو 2007 على موقع واي باك مشين.
6. 1 2 3 4  بحسب مقابلة معهعن مجلة الطريق [وصلة مكسورة] نسخة محفوظة 10 مارس 2008 على موقع واي باك مشين.
7. 1 2 3  بحسب مقابلة له منشورة في موقع إسلام أونلاين نسخة محفوظة 29 سبتمبر 2010 على موقع واي باك مشين.
8. ↑  بحسب مقابلة معه شهر قبل وفاته نسخة محفوظة 16 ديسمبر 2019 على موقع واي باك مشين.